# گلسنو
گلسنو (به لهستانی:  Glesno) یک روستا در لهستان است که در گمینا وژسک واقع شده‌است.
 گلسنو  ۶۰۰ نفر جمعیت دارد.